# Theope methemona
Theope methemona är en fjärilsart som beskrevs av Bates 1868. Theope methemona ingår i släktet Theope och familjen Riodinidae. Inga underarter finns listade i Catalogue of Life.